# El Ferrer (Vall del Bac)
El Ferrer és una casa aïllada al veïnat dispers de la Vall del Bac; a poc menys de mig quilòmetre a l'oest de la Coromina. La part més antiga del Ferrer és al costat de llevant. Disposa de baixos, dos pisos i golfes, coberta amb teulat a dues aigües. Està construït amb pedra menuda. Als segles xviii-xix aquest edifici es va ampliar pel costat de ponent, es va bastir un cos rectangular cobert amb teulat a quatre aigües de planta baixa i dos pisos. A la façana de ponent s'hi realitzaren dues balconades cobertes i a la de migdia dos pisos de galeries porxades. Es va construir amb pedra menuda que posteriorment es va emblanquinar.
Llindes
- 18 (enclusa) 47
-inscripció a una enclusa: VALLDEL BACH / 18 O 45"
Joaquim Danés i Torras, descendent del Ferrer de la Vall del Bac, inclou en el seu llibre «Pretèrits olotins» un capítol dedicat a la seva família. El primer ferrer de la vall va ser Fèlix Danès i Casademunt (1776-1841), fill del ferrer de la vall de Bianya. Ell va adquirir aquesta casa i l'obra d'ampliació i remodelació del mas va anar a càrrec del seu fill. Els ferrers de la vall del Bac estaven especialitzats en la realització d'encluses, realitzades en una farga expressa, a la cabanya, al costat mateix del pati actual del Ferrer, lloc on durant molts anys hi hagué l'escola del poble. Un dels primers estadants de la casa fou enemic irreconciliable del bandoler afrancesat anomenat "en Boquica".